# The Main Event (WWF)
The Main Event è un programma televisivo di wrestling prodotto dalla World Wrestling Federation. Era uno spin-off dello show Saturday Night's Main Event e trasmesso occasionalmente di venerdì sera sulla NBC. Solo i primi tre episodi di The Main Event furono trasmessi in diretta. Gli ultimi due furono registrati e messi in onda successivamente. Lo show presentava incontri fra i lottatori principali della WWF.

## Edizioni

### The Main Event I
5 febbraio 1988 - Market Square Arena, Indianapolis (Indiana)
| N.         | Match | Stipulazione                                                      | Durata |
| ---------- | --- | ----------------------------------------------------------------- | ------ |
| Dark match | Demolition Ax sconfigge Ken Patera | Single match                                                      | 09:06  |
| Dark match | Jake "The Snake" Roberts sconfigge Harley Race                                                                                           | Single match                                                      | 11:21  |
| Dark match | Ron Bass sconfigge Koko B. Ware | Single match                                                      | 06:33  |
| Dark match | The British Bulldogs (Davey Boy Smith & Dynamite Kid) sconfiggono The Islanders (Haku & Tama)                                            | Tag team match                                                    | 13:42  |
| Dark match | Jim Duggan sconfigge One Man Gang | Single match                                                      | 05:55  |
| Dark match | The Ultimate Warrior sconfigge Sika | Single match                                                      | 04:01  |
| 1          | "Macho Man" Randy Savage (con Miss Elizabeth) sconfigge The Honky Tonk Man (c) (con Jimmy Hart & Peggy Sue) per conteggio fuori dal ring | Single match per il WWF Intercontinental Heavyweight Championship | 08:20  |
| 2          | André the Giant (con "Million Dollar Man" Ted DiBiase & Virgil) sconfigge Hulk Hogan (c)                                                 | Single match per il WWF World Heavyweight Championship            | 09:05  |
| 3          | The Strike Force (Tito Santana & Rick Martel) (c) sconfiggono The Hart Foundation (Bret Hart & Jim Neidhart) (con Jimmy Hart)            | Tag team match per il WWF Tag Team Championship                   | 10:03  |

#### Curiosità
- La diretta dello show ebbe un indice di gradimento Nielsen del 15.2 con 33 milioni di telespettatori, un record per un programma di wrestling statunitense.[3]
- L'incontro tra Strike Force e Hart Foundation era ancora in corso quando la NBC interruppe la diretta. Tuttavia, nel 2014, quando WWE Network rese disponibile il video dell'evento, la fine del match venne finalmente mostrata in tv per la prima volta. Ironicamente, il match era terminato solo pochi minuti dopo la fine della trasmissione originaria.

### The Main Event II
3 febbraio 1989 - Bradley Center, Milwaukee, Wisconsin
| N.         | Match | Stipulazione                                                      | Durata |
| ---------- | --- | ----------------------------------------------------------------- | ------ |
| Dark match | André the Giant (con Bobby Heenan) sconfigge Jake "The Snake" Roberts                                                                           | Single match                                                      | 07:11  |
| Dark match | The Fabulous Rougeau Brothers (Jacques & Raymond) (con Jimmy Hart) sconfiggono The Hart Foundation (Bret Hart & Jim Neidhart)                   | Tag team match (con Brother Love come arbitro speciale)           | 19:35  |
| Dark match | The Ultimate Warrior (c) sconfigge Greg "The Hammer" Valentine (con Jimmy Hart)                                                                 | Single match per il WWF Intercontinental Heavyweight Championship | 05:19  |
| Dark match | Demolition (Ax & Smash) (c) sconfiggono The Powers of Pain (The Warlord & The Barbarian) (con Mr. Fuji) per squalifica                          | Tag team match per il WWF Tag Team Championship                   | 08:16  |
| Dark match | The Brain Busters (Arn Anderson & Tully Blanchard) sconfiggono The Rockers (Shawn Michaels & Marty Jannetty)                                    | Tag team match                                                    | 14:16  |
| Dark match | Brutus Beefcake contro Mr. Perfect termina in doppia squalifica                                                                                 | Single match                                                      | 12:34  |
| Dark match | Jim Duggan sconfigge Dino Bravo (con Frenchy Martin)                                                                                            | Flag match                                                        | 06:08  |
| 1          | The Mega Powers (Hulk Hogan & "Macho Man" Randy Savage) (con Miss Elizabeth) sconfiggono The Twin Towers (Akeem & The Big Boss Man) (con Slick) | Tag team match                                                    | 22:00  |
| 2          | "Million Dollar Man" Ted DiBiase (con Virgil) sconfigge Hercules                                                                                | Single match                                                      | 07:12  |

### = Curiosità
=
- Le crescenti tensioni tra Hulk Hogan e "Macho Man" Randy Savage, i Mega Powers, esplosero definitivamente durante il match di coppia contro i Twin Towers, portando alla separazione del tag team e al turn heel di Savage, geloso delle attenzioni di Hogan verso la sua manager Miss Elizabeth.

### The Main Event III
23 febbraio 1990 - Joe Louis Arena, Detroit (Michigan)
| N.         | Match                                                                                    | Stipulazione                                                                                      | Durata |
| ---------- | ---------------------------------------------------------------------------------------- | ------------------------------------------------------------------------------------------------- | ------ |
| Dark match | Earthquake sconfigge Ron Garvin                                                          | Single match                                                                                      | 05:12  |
| Dark match | Dusty Rhodes (con Sapphire) sconfigge Mr. Perfect                                        | Single match                                                                                      | 11:26  |
| Dark match | Ted DiBiase (con Virgil) sconfigge Jake Roberts                                          | Single match                                                                                      | 10:28  |
| Dark match | The Colossal Connection (André the Giant & Haku) (c) sconfiggono Demolition (Ax & Smash) | Tag team match per il WWF Tag Team Championship                                                   | 10:04  |
| Dark match | Bad News Brown sconfigge Tito Santana                                                    | Single match                                                                                      | 05:31  |
| Dark match | Rick Martel sconfigge Brutus Beefcake                                                    | Single match                                                                                      | 12:15  |
| Dark match | "Rowdy" Roddy Piper contro "Ravishing" Rick Rude termina in doppia squalifica            | Lumberjack match                                                                                  | 13:00  |
| 1          | Hulk Hogan (c) sconfigge "The Macho King" Randy Savage (con Queen Sherri)                | Single match per il WWF World Heavyweight Championship (con Buster Douglas come arbitro speciale) | 11:14  |
| 2          | The Ultimate Warrior (c) sconfigge Dino Bravo (con Jimmy Hart ed Earthquake)             | Single match per il WWF Intercontinental Heavyweight Championship                                 | 04:11  |

### = Curiosità
=
- Mike Tyson avrebbe dovuto arbitrare il match Hogan vs. Savage in qualità di arbitro ospite speciale, ma i piani cambiarono a seguito della vittoria per KO ottenuta da Buster Douglas su Tyson due settimane prima dell'evento, l'11 febbraio. Tyson sarebbe stato in seguito l'arbitro ospite in occasione di WrestleMania XIV.
- Tito Santana lottò al posto di Jimmy Snuka.

### The Main Event IV
23 novembre 1990 (registrato il 30 ottobre 1990) - Allen County War Memorial Coliseum, Fort Wayne (Indiana)
| N.         | Match | Stipulazione                                                  | Durata |
| ---------- | --- | ------------------------------------------------------------- | ------ |
| Dark match | The Rockers (Shawn Michaels & Marty Jannetty) sconfiggono The Hart Foundation (Bret Hart & Jim Neidhart) (c) 2-1 | Two-out-of-three falls match per il WWF Tag Team Championship | 25:41  |
| 1          | The Ultimate Warrior (c) sconfigge "Million Dollar Man" Ted DiBiase (con Virgil) per squalifica                  | Single match per il WWF World Heavyweight Championship        | 09:47  |
| 2          | Mr. Perfect sconfigge Big Boss Man per conteggio fuori dal ring                                                  | Single match                                                  | 08:15  |
| 3          | Rick Martel sconfigge Tito Santana                                                                               | Single match                                                  | 06:46  |

### = Curiosità
=
- L'incontro con in palio i titoli WWF Tag Team Championship tra Hart Foundation e Rockers era previsto che facesse parte dello show trasmesso in tv, ma venne tagliato su richiesta della NBC per questioni di tempo. I Rockers difesero le cinture appena conquistate in alcune occasioni prima che la WWF decidesse di ridarle alla Hart Foundation per motivi contrattuali. Il regno da campioni tag team dei Rockers non venne quindi riconosciuto ufficialmente con la scusante che il match non era stato ritenuto valido in quanto una corda del ring si era rotta durante la contesa.
- In cartellone avrebbe dovuto esserci anche un match tra Nikolai Volkoff e Sgt. Slaughter, ma Slaughter assalì Nikolai prima del suono del gong e l'incontro non ebbe mai luogo.

### The Main Event V
1º febbraio 1991 (registrato il 28 gennaio 1991) - Macon Coliseum, Macon, Georgia
| N. | Match                                                                                            | Stipulazione                                           | Durata |
| -- | ------------------------------------------------------------------------------------------------ | ------------------------------------------------------ | ------ |
| 1  | Hulk Hogan & Tugboat sconfiggono Earthquake & Dino Bravo (con Jimmy Hart)                        | Tag team match                                         | 08:56  |
| 2  | Jim Duggan sconfigge Sgt. Slaughter (c) (con General Adnan) per squalifica                       | Single match per il WWF World Heavyweight Championship | 06:50  |
| 3  | The Legion of Doom (Hawk & Animal) sconfiggono The Orient Express (Kato & Tanaka) (con Mr. Fuji) | Tag team match                                         | 05:11  |

### = Curiosità
=
- Il presidente della WWF Jack Tunney annunciò a Gene Okerlund che a WrestleMania VII, Hulk Hogan sarebbe stato il primo sfidante al titolo WWF Championship detenuto da Sgt. Slaughter.